# کاوه عزیزپور
کاوه عزیزپور یکی از زندانیان سیاسی کرد در ایران بود که ۲۷ اردیبهشت ۱۳۸۷ در سن۲۵ سالگی در زندان مهاباد درگذشت. وی دو سال قبل به اتهام عضویت در یکی از احزاب کرد مخالف دولت ایران محاکمه و به ۳ سال حبس محکوم گردید. 
به گزارش روزنامه کارگزاران مقامات قضائی ایران اعلام کردند که کاوه عزیزپور در زندان مهاباد، از شهرهای استان کردستان، سکته مغزی کرده ، به بیمارستانی در شهر اورمیه منتقل و پس از 20 روز کما درگذشته است.به گفته خانواده وی، او تحت شکنجه در زندان دچار ضربه مغزی شده و به کما رفته و تحت عمل جراحی قرار گرفته‌است اما اندکی بعد به زندان منتقل و در حین بازجویی توسط عوامل اطلاعاتی درگذشته است.

## بازتاب
با وجود آنکه مرگ وی چندمین مرگ زندانیان سیاسی در زندانهای ایران پس از روی کار آمدن دولت احمدی‌نژاد بوده‌است، واکنشی از سوی مقامات دولتی دیده نشد.
حزب چپ سوئد اقدامات دستگاه اطلاعاتی ایران را قتل عمد دانست.